# Verruyes
Verruyes ist eine französische Gemeinde mit 895 Einwohnern (Stand: 1. Januar 2022) im Département Deux-Sèvres in der Region Nouvelle-Aquitaine. Sie gehört zum Arrondissement Parthenay und zum Kanton La Gâtine.

## Geographie

### Lage
Verruyes liegt etwa zwölf Kilometer südsüdwestlich von Parthenay und 20 Kilometer nordnordöstlich von Niort.

### Nachbargemeinden
Umgeben ist Verruyes von den Nachbargemeinden Vouhé im Norden und Nordosten, Saint-Lin im Osten, Saint-Georges-de-Noisné im Südosten, Augé im Süden, La Chapelle-Bâton im Südwesten sowie Mazières-en-Gâtine im Westen und Nordwesten.

### Gewässer
Im Gemeindegebiet entspringen die Flüsse Egray und Chambon.

## Bevölkerungsentwicklung
| Jahr      | 1954 | 1962 | 1968 | 1975 | 1982 | 1990 | 1999 | 2006 | 2019 |
| Einwohner | 1256 | 1241 | 1134 | 995  | 992  | 924  | 902  | 899  | 896  |

## Sehenswürdigkeiten
- Ritter-Kommanderie, Monument historique
- Alte Molkerei